# Асаф'єв Борис Володимирович
Бори́с Володи́мирович Аса́ф'єв (літературний псевдонім — Ігор Глєбов; 29 липня 1884, Петербург — 27 січня 1949) — російський радянський музикознавець, композитор, музично-громадський діяч, академік (1943), народний артист СРСР (1946), лауреат Сталінської премії (1943, 1948).

## Біографічний нарис
Народився в Петербурзі. Закінчив історико-філологічний факультет Петербурзького університету і консерваторію по класу композиції А. К. Лядова. В 1919—1930 працював у ленінградському Інституті історії мистецтв, у 1925—43 — професор Ленінградської консерваторії. 1926 року став одним із засновників Асоціації сучасної музики, що пропагувала новітні твори світових і радянських композиторів. У рамках концертів, організованих відділенням, звучали твори композиторів Новоївіденської школи, французької «Шістки», а також Сергія Прокоф'єва та Ігоря Стравінського. В 1920-ті роки Асаф'євим були написані більшість його монографій, в тому числі «Музична форма як процес».
В 1930-ті після ліквідації АСМ, Асаф'єв зосереджується переважно на композиторській діяльності.
У воєнні роки пережив блокаду Ленінграда. З 1943 переїхав у Москву, де очолював музичний сектор Інституту історії мистецтв АН СРСР у Москві. З 1948 року очолював правління Спілки радянських композиторів СРСР. Помер у Москві.

## Творчість
Праці Асаф'єва з історії і теорії музики мали основоположне значення для радянського музикознавства. Особливе значення мають розроблена дослідником теорія інтонації, викладена у книзі «Музична форма як процес [Архівовано 19 листопада 2010 у Wayback Machine.]» (1930). Асаф'єв розглядає інтонацію як специфічної форми виявлення музичного мислення, а сама музика визначається дослідником як «мистецтво інтонованого смислу». Асаф'єву належить також введення терміна симфонізм, як метод художнього узагальнення в музиці.
Крім того Асаф'єв є автором ряду монографій, присвячених творчості Л. Бетховена, Ф. Ліста, Ф. Шопена, М. І. Глінки, П. І. Чайковського, О. Скрябіна, С. Прокоф'єва.
Поряд з тим Асаф'єв залишив значний композиторський доробок. Він написав 27 балетів («Полум'я Парижа», 1932, «Бахчисарайський фонтан», 1934), 10 опер, 3 симфонії та інші твори.

### Праці
- Асафьев Б. В. Русская музыка от начала XIX столетия (М.-Л., 1930)
- Асафьев Б. В. Избранные труды, тт. 1-5. М., 1952—1957
- Асафьев Б. В. Музыкальная форма как процесс, кн. 1-2. Л., 1971
- Асафьев Б. В. Книга о Стравинском. Л., 1977